# My name is KAI Kai Yoshihiro Solo Tour 2000
『My name is KAI Kai Yoshihiro Solo Tour 2000』（マイ・ネーム・イズ・カイ カイ・ヨシヒロ・ソロ・ツアー・にせん）は、2001年に発売された甲斐よしひろの映像作品。ファンクラブ・通信販売・ライブ会場限定で発売された。

## 概要
2000年6月から7月に開催されたソロツアー『一人きり甲斐よしひろ・My name is KAI』のライヴの模様を収録したライブ映像作品。
ライブの内容はタイトルにもあるように、アコギ一本で甲斐一人がステージに立ち弾き語りを行うというもの。一部の曲ではゲストミュージシャンに松藤英男が参加している。
公演数は6月25日甲府・30日名古屋・7月7日松山・15日大阪・16日博多・20日東京・23日宮古島・28日仙台の8カ所8公演。アンコール公演として、12月29日に再び東京（東京厚生年金会館）で『新世紀前夜 Special GIG "MY NAME IS KAI"』が開催されている。
ビデオはモノクロになっており、曲間に各公演のバックステージや公演場所までの移動時のシーンが盛り込まれ、ドキュメンタリー形式となっている。このツアーの模様は、ライブCD『月の裏側』・『雫の反射』の2作でも発表されている。
2006年にはデジタルリマスタリングで一般発売されたDVD-BOX『MY NAME IS KAI-KAI DVD-BOXII』のディスク2として初DVD化された。

## 収録曲
1. ブライトン・ロック
2. 冷血（コールド・ブラッド）
3. 東京の一夜
4. 薔薇色の人生
5. 観覧車
6. against the wind
7. 嵐の季節
8. 風の中の火のように
9. 十九の春
10. 翼あるもの
11. 熱狂（ステージ）
12. 最後の夜汽車
13. CRY